# Octavio Acquaviva
Octavio Acquaviva   (Nàpols, 1560 - Nàpols, 5 de desembre de 1612) nom abreujat de Ottavio Acquaviva d'Aragó, va ser un cardenal i arquebisbe italià.

## Biografia
Nascut a Nàpols el 1560, fill del duc Giovan Girolamo i de Margherita Pio, germà del cardenal Giulio i del beat Rodolfo, que va ser martiritzar el 1583 a les Índies Orientals. Estudià dret a la Universitat de Perusa, on es doctorà el 1582.
A Perusa a més estudià "belles lletres" i grec, aconseguint la distinció in utroque iure. Ordenat sacerdot, es traslladà a Roma i entrà a la Cúria, inicialment com a referendari del Tribunal Suprem de la Signatura Apostòlica. Entre 1590 i 1591 va ser majordom del Papa Gregori XIV.
El Papa Gregori XIV l'elevà al rang de cardenal al consistori del 6 de març de 1591; i el 5 d'abril del mateix any rebé la diaconia de San Giorgio in Velabro. El 15 de març de 1593 optà per l'orde de cardenal prevere i pel títol de Santa Maria del Popolo. Entre 1593 i 1601 va ser llegat a Avinyó, en uns moments en què la guerra va fer que la situació política francesa fos extremadament complexa. A partir del 1597 tornà a residir a Roma. El 22 d'abril de 1602 optà pel títol de Santi Giovanni e Paolo, i el 5 de juny de 1605 pel de Santa Prassede.
El 31 d'agost de 1605 va ser nomenat arquebisbe de Nàpols. Allà va treballar activament per restablir la disciplina eclesiàstica, d'acord amb les decisions del Concili de Trento. Celebrà sínodes diocesans el 1607, el 1611 i el 1612. Va augmentar dels ingressos del capítol metropolità i promoure la reforma del seminari, encomanant-ho a Carlo Carafa; va destinar rendes episcopals per socórrer els pobres, sobretot en la fam de 1607. Després de rescatar els pobres de la usura, que va ajudar a impulsar el mont de pietat de Nàpols amb el dot de 20.000 ducats.
Participà a quatre conclaves: el de 1591, que escollí el Papa Innocenci IX, el de 1592, que escollí el Papa Climent VIII; el de març de 1605, que escollí el Papa Lleó XI i el de maig de 1605, que escollí el Papa Pau V-
Va morir a Nàpols, a l'edat de 52 anys; i va ser enterrat a la catedral.
Home de lletres també, tenia un bon humanitats i va escriure moltes obres teològiques, ascètics, morals, legals i de parlar en públic, tots van romandre inèdits.